# جيف كلارك (رائد أعمال)
جيف كلارك (بالإنجليزية: Jeff Clarke)‏ هو كبير الإداريين التنفيذيين ورائد أعمال ومشاهير أمريكي، ولد في 1 يوليو 1961 في إثاكا في الولايات المتحدة.